# 岡本哲史
岡本 哲史（おかもと てつし、1908年2月13日 - 1996年10月23日）は、日本の航空工学者。専門分野はは流体力学。鳥取県出身。

## 来歴
旧制鳥取県立米子中学校、旧制松江高等学校を経て、1931年東京帝国大学工学部航空工学科卒業。39年東京工業大学助教授となり、44年工学博士、45年東京工大教授。日本のロケット開発のパイオニアの一人で、66年に日本で初めて液体酸素・液体水素を使ったロケットエンジンの実験を行ったことで知られる。

## 著書
- 『著名翼型集』 航空知識社 1938年
- 『応用流体力学』 誠文堂新光社 1953年
- 『ロケット』 日刊工業新聞社 1957年
- 『航空工学(機械工学講座26)』 共立出版 1957年
- 『工学における常微分方程式の応用』
- 『数学ハンドブック』
- 『飛行機の話』